# Орден Дружби (Казахстан)
О́рден Дру́жби (каз. Достық ордені) — державна нагорода Республіки Казахстан. Заснований у 1995 році.
Орденом Дружби нагороджуються громадяни за плідну роботу по збереженню взаємної згоди у суспільстві, заслуги у зміцненні миру, дружби і співпраці між народами.

## Ступені
Орден має два ступені:
- Орден Дружби I ступеня складається із зірки і знака ордена на плечовій стрічці;
- Орден Дружби II ступеня складається зі знака на нагрудній колодці.

Нагородження може бути здійснене без урахування послідовності.

## Опис
Орден мав знаки двох типів:

### Перший тип
Орден Дружби являє собою багатоступінчасте коло у вигляді витягнутих трикутних променів. У центрі ордена розташована земна куля, на якому на тьмяно-зеленому тлі з гарячої емалі дві розкриті долоні підтримують стилізовану білу квітку життя. У нижній частині кулі на вишневому тлі написано назву ордена «Достик».
Виготовляється орден із срібла, покривається золотом, діаметр ордена — 48 мм.
Орден Дружби за допомогою вушка і кільця з'єднується з латунною п'ятикутною колодкою. Висота колодки — 36,5 мм, ширина — 38 мм з рамкою у верхній і нижній частинах.
Колодка обтягується муаровою стрічкою. Посередині стрічки червона смуга з двома вузькими поздовжніми жовтими смугами. Зліва від червоної смуги знаходиться синя, а праворуч — зелена смуги.

### Другий тип
Знак ордена виготовляється з позолоченого срібла і являє собою дев'ятикінцеву зірку, промені якої мають пелюсткову форму і поздовжньо вкриті емаллю білого і блакитного кольору. Між променями розміщені елемент національного орнаменту та рівновеликі двогранні штрали, що символізують сонячні промені. У центрі зірки медальйон із золотим зображенням географічної карти частини Малої і Середньої Азії, у центрі з контурним зображенням емаллю блакитного кольору кордонів Казахстану, зображення морів покриті емаллю блакитного кольору. Медальйон з блакитною облямівкою емалі з написом внизу золотом «ДОСТЫҚ».
Зірка срібна восьмикінцева формована різновеликими двогранними променями. У промені зірки в прямий хрест вставлені фіаніти, що імітують діаманти, а в косий хрест — до половини. Між променями покладена блакитна емаль, що покриває борозенки. На срібну зірку накладена золота восьмикінцева зірка із двогранними прямими променями в центрі якої медальйон із золотим зображенням географічної карти частині Малої і Середньої Азії, в центрі з контурним зображенням емаллю блакитного кольору кордонів Казахстану, зображення морів покриті емаллю блакитного кольору. Медальйон облямований золотою облямівкою з вставленими півколом рубінами, і унизу написом «ДОСТЫҚ» поглибленої і залитою блакитною емаллю.
Знак ордена 1 ступеня трохи більшого розміру, ніж 2 ступеня.
Знак ордена 1 ступеня кріпиться до черезплечної стрічки завширшки 100 мм.
Знак ордена 2 ступеня за допомогою вушка і кільця кріпиться до шестикінцевої нагрудної колодки, з орденською стрічкою шириною 32 мм.

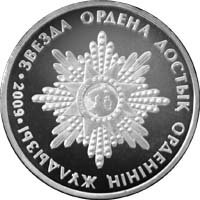
Пам'ятна монета Республіки Казахстан «Орден Дружби», 2009, 50 тенге (реверс)

## Орденська монета
У 2009 році Національний банк Республіки Казахстан випустив у обіг колекційні пам'ятні монети номіналом «50 тенге» із зображенням зірки ордена Дружби 1-го ступеня.

## Найвідоміші нагороджені

### I ступінь
- Кофі Аннан, Генеральний секретар ООН
- Алексій II, патріарх Московський і всієї Русі
- Аскар Акаєв, колишній президент Киргизстану
- Михайло Калашников, конструктор зброї[2]
- Йон Ілієску, Президент Румунії
- Ричард Лугар, сенатор США
- Джордж Буш (старший) — Президент США (1989—1993)
- Маргарет Тетчер — прем'єр-міністр Великої Британії (1979—1990)
- Анджело Содано — кардинал-єпископ, декан Колегії кардиналів (2001)
- Абдалла ібн Абдель Азіз ас-Сауд — спадковий принц Саудівської Аравії (2004)
- Мері Ландре — сенатор США (2007)
- Іван Гашпарович — президент Словаччини (2007)
- Ласло Шойом — президент Угорщини (2007)
- Валдіс Затлерс — Президент Латвійської Республіки нагороджений (3 жовтня 2008)
- Гілларі Клінтон — 67-а Держсекретар США (26 січня 2011)[3]

### II ступінь
- Маха Чакрі Сіріндорн, принцеса Королівства Таїланд[4]
- Франческо Франжіаллі, генеральний секретар Всесвітньої туристичної організації
- Леонід Полежаєв, губернатор Омської області
- Сергій Приходько, заступник керівника адміністрації Президента Російської Федерації
- Михайло Швидкой, міністр культури Росії
- Леонід Баранов, начальник космодрому Байконур
- Лариса Пакуш, посол Республіки Білорусь в Казахстані
- Віктор Киянський , депутат Мажилісу.
- Микола Бордюжа, генеральний секретар Організації Договору про колективну безпеку
- Анатолій Пермінов, генеральний директор Федерального космічного агентства Росії
- Аман Тулєєв, губернатор Кемеровської області
- Олег Сосковець, голова координаційної ради асоціації «Ділова рада ЄврАзЕС»
- Яо Пейшен, посол Китайської Народної Республіки в Казахстані
- Юрій Григорович, російський балетмейстер
- Сюзан Ейзенхауер — почесний президент, старший науковий співробітник Інституту Ейзенхауера, онука 34-го президента США Дуайта Ейзенхауера (2007)
- Олександр Масляков, заслужений діяч мистецтв Росії[5]
- Тимошенко Юрій Євгенович — депутат Парламенту Республіки Казахстан V та VI скликання, голова Координаційної ради об'єднання юридичних осіб «Рада українців Казахстану».